# San Pietro Apostolo (Italia)
San Pietro Apostolo è un comune italiano di 1 542 abitanti della provincia di Catanzaro in Calabria. Si adagia a 750 metri di altitudine sulle pendici della Sila Piccola, sul fianco sinistro della valle del fiume Amato.

## Geografia fisica

### Clima
Il clima di San Pietro Apostolo è di tipo appenninico e varia a seconda dell'altitudine raggiunta nel paese. Il paese è circondato da monti che in alcuni punti arrivano anche a 1000 m di altitudine: uno di questi è il monte Portella la cui vetta raggiunge quota 1039 m s.l.m. C'è anche l'influenza del vicino monte Reventino (1417 m s.l.m.) Il territorio di San Pietro Apostolo è caratterizzato da inverni freddi e abbastanza nevosi ed estati fresche sulle altitudini più elevate.

## Storia
Il paese fu fondato dai contadini fuggiti da Motta Santa Lucia dopo il terremoto del 1638. Spostandosi verso l'interno, chiesero asilo al principe Carlo Cigala di Tiriolo, che permise loro di stabilirsi nell'area che oggi è conosciuta come "Colla Pagliara", in cambio del pagamento di una modesta imposta frontale. Successivamente si trasferirono in una zona più bassa, più riparata dal vento. Il villaggio prese il nome da una piccola statua dell'apostolo San Pietro eretta nella zona.
Il paese fu amministrato dal feudo di Tiriolo fino alla fine del XVIII secolo, quando ottenne l'autonomia ai sensi della legge n°14 del 19 gennaio 1807, adottando il nome di "San Pietro a Tiriolo", ponendolo sotto la giurisdizione di quella che fu allora chiamata Calabria Ulteriore, che consisteva pressappoco alle attuali province di Catanzaro, Crotone, Reggio Calabria e Vibo Valentia. Il 4 maggio 1811 il comune ricevette il nome di San Pietro Apostolo, attestando la sua 
effettiva separazione da Tiriolo che rimase, tuttavia, sede amministrativa. La legge n. 360 del 1 ° maggio 1816 trasferì il paese dall'amministrazione del Tiriolo a quella di Gimigliano e, di conseguenza, dalla provincia della Calabria Ulteriore alla nuova provincia della Calabria Ulteriore Seconda.
Durante il Risorgimento Italiano, il rivoluzionario Giuseppe Garibaldi, capo della Spedizione dei Mille proveniente da Maida, fu un gradito ospite del suo sostenitore Anselmo Tomaini (già condannato a morte dai Borboni per essere stato uno dei sostenitori dei movimenti di Maida e Filadelfia) presso una struttura denominata "Palazzo Tomaini", durante la notte tra il 28 e 29 agosto 1860. Nel suddetto luogo, con i suoi più stretti collaboratori, prese atto della situazione e pianificò le prossime operazioni che avrebbero aperto le strade a Napoli; nella stessa notte Francesco Stocco, con solo pochi uomini, indusse la resa di 10.000 uomini comandati dal generale Ghio, i quali erano accampati presso Soveria Mannelli, avendo abilmente acceso numerosi incendi posti molto visibilmente sulle alture circostanti.
La visita di Garibaldi è commemorata da due tavolette poste sulle pareti di Palazzo Tomaini nel 1887 e 1961. Nel corso del XVII secolo, un ruolo importante fu svolto nell'economia di San Pietro dalla raccolta e dalla lavorazione della ginestra, una pianta fibrosa che veniva ammorbidita grazie alle acque del fiume Amato (corso che scorre nei pressi del paese). Ciò ha creato una fibra che è stata utilizzata dai filatori locali per la produzione di tessuti.
Anche l'allevamento del baco da seta era molto comune: i vermi venivano nutriti con foglie di gelso bianco presenti nella zona. La seta così prodotta veniva quasi interamente lavorata localmente e per la maggior parte commercializzata a Catanzaro.
Oltre alla seta e alla ginestra ruolo importante ha avuto la coltivazione del fagiolino "fagiolina di San Pietro Apostolo", commercializzata in tutto il sud Italia e la lavorazione delle castagne.

### Simboli
Lo stemma e il gonfalone del comune di San Pietro Apostolo sono stati concessi con decreto del presidente della Repubblica del 27 ottobre 2015.
Il gonfalone municipale è un drappo trinciato di rosso e di giallo.

## Società
A San Pietro Apostolo è nato nel 2011 ed ha sede il Comitato Spontaneo "La Strada Che Non C’è" che si batte per il completamento della strada del medio-savuto cosiddetta "strada che non c'è" e di cui fanno parte molti attivisti anche dei vicini comuni.
Sono attive numerose associazioni tra le quali la Pro Loco "San Pietro", la Consulta Giovani, la protezione civile comunale "I Rapaci", la sezione Avis, l'Associazione Santa Maria del Carmelo "Comitato feste Patronali" ed altre. 

### Evoluzione demografica
Abitanti censiti

## Monumenti e luoghi d'interesse

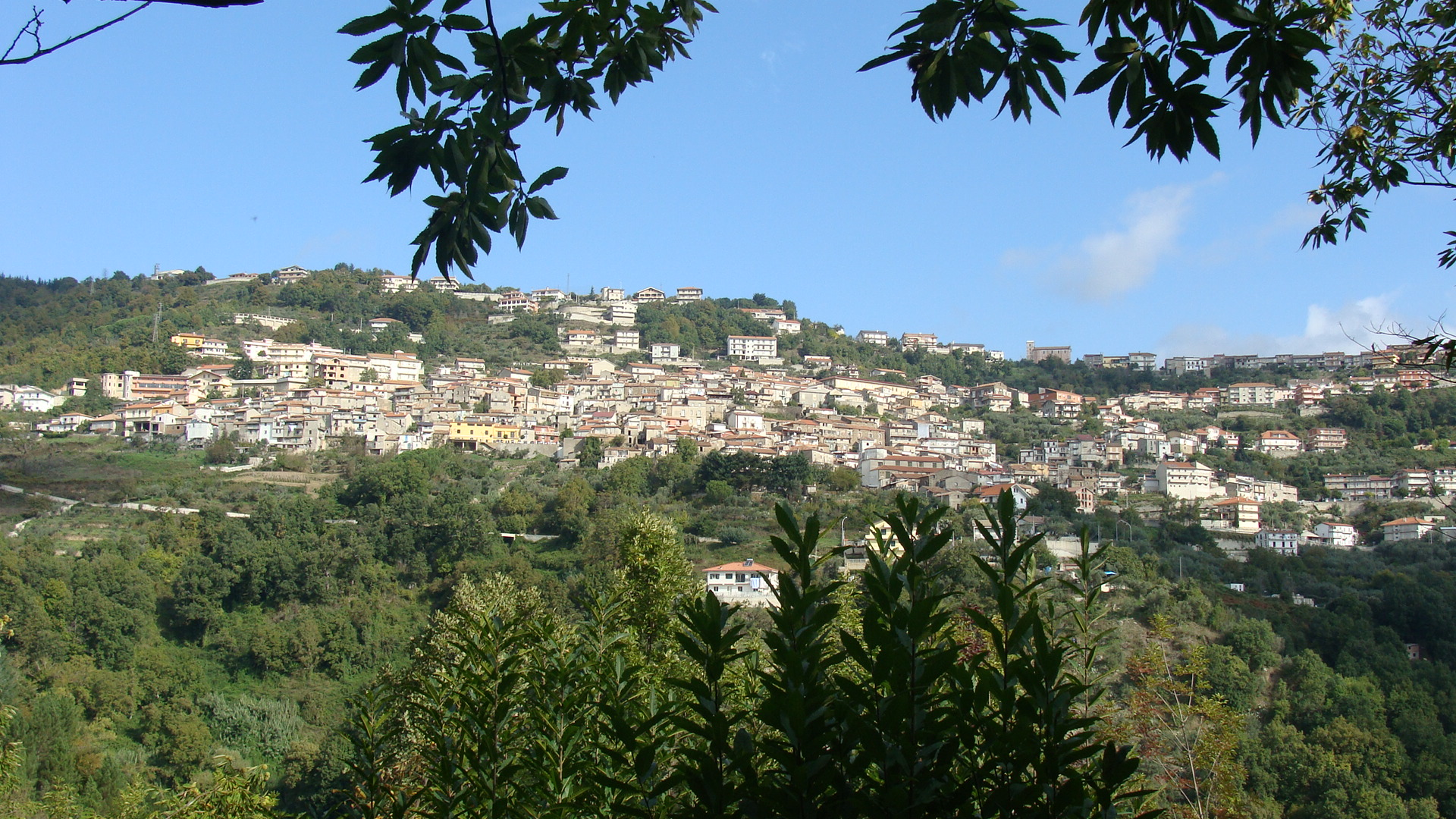

- Chiesa di San Pietro Apostolo: l'edificio religioso, eretto nel 1639, presenta un'architettura neoclassica. All'interno della chiesa è conservato un fonte battesimale in marmo di Gimigliano;
- Chiesa del Carmine;
- Panchina Gigante Big Bench Project "Dei due Mari" situata in località Pasqualazzo;
- Museo della "Civiltà Contadina e Artigiana";
- Parco Urbano "Alessandro Pingitore";
- Calvario[Non chiaro];
- Chiesa della Lettera;
- Palazzo Mazza;
- Palazzo Tomaini;
- Palazzo Cianflone;
- Palazzo Falvo;
- Palazzo Grandinetti;
- Palazzo De Santis;
- Mulini: lungo la riva del fiume Amato, corso d'acqua che scorre nei pressi del paese, si possono osservare cinque mulini;
- Frantoio Grandinetti;
- Cimitero Monumentale.

## Cultura

### Eventi
- La Pigliata o "A Pigliata",  è un'opera sacra che rappresenta la passione e la morte di Gesù Cristo, scritta in prosa nel 1880 da un anonimo cittadino di San Pietro e prodotta per la prima volta il 18 febbraio dello stesso anno. Si compone di 5 atti e 52 scene, dura circa 8 ore e viene eseguita, solitamente, nella piccola piazza antistante la Chiesa;
- Rassegna letteraria internazionale "Letture nel Borgo - Premio Kerasion", a cura dell'Amministrazione Comunale, ultimo venerdi e sabato di agosto in Piazza Roma; https://www.premiokerasion.net/
- Festa patronale di San Pietro, celebrata il 29 giugno; https://www.comfestesanpietroapostolo.it/
- Festa della Madonna del Carmelo, dal 14 al 16 luglio; https://www.comfestesanpietroapostolo.it/
- Festa della Madonna della Lettera, celebrata l'ultima domenica di settembre;
- Festa della ciliegia è una ricorrenza che si svolge durante l'ultima o la penultima domenica di giugno, accogliendo migliaia di visitatori. L'iniziativa è organizzata dalla Pro Loco locale che l'ha ideata.
- 'A Strina,  canto augurale e di questua, in genere eseguito nel periodo natalizio eseguito da gli "strinari", un gruppo di persone con strumenti di vario tipo che si recano a cantare e suonare davanti alle case degli amici al fine di augurargli buon anno e ottenerne in cambio generi alimentari come salami, formaggi, dolci e vino per festeggiare.

## Infrastrutture e trasporti

### Strade
Il paese è attraversato dalla Strada Statale 19 delle Calabrie che lo collega direttamente alla città di Catanzaro, ad altri comuni della provincia e (tramite la ex S.S. 19 dir.) alla Strada Statale 280 dei due mari.
Tramite la Strada Provinciale 77, che parte da una piccola frazione del paese, Bivio Zeta, è possibile raggiungere il borgo di Serrastretta e la città di Lamezia Terme.

### Ferrovie
Il paese dispone di una stazione ferroviaria, raggiungibile tramite la strada provinciale 38. Il sistema ferroviario, che lo collega con il capoluogo regionale e con la città di Cosenza, è gestito dalla società Ferrovie della Calabria. Al momento il tratto è interrotto presso la cittadina di Soveria Mannelli.

## Amministrazione
| Periodo    | Periodo    | Primo cittadino          | Partito                                 | Carica                  | Note |
| ---------- | ---------- | ------------------------ | --------------------------------------- | ----------------------- | ---- |
| ?          | 1964       | Domenicantonio De Santis |                                         | Sindaco                 |      |
| 1964       | 1985       | Luigi Pingitore          | Partito Comunista Italiano              | Sindaco                 |      |
| 1985       | 1992       | Domenico Perri           | Ramoscello d'ulivo (lista civica)       | Sindaco                 |      |
| 1992       | 12/06/1994 |                          |                                         | Commissario Prefettizio |      |
| 12/06/1994 | 26/05/2002 | Talarico Pasquale        | lista civica                            | Sindaco                 |      |
| 26/05/2002 | 29/05/2007 | Domenico Perri           | Ramoscello d'ulivo (lista civica)       | Sindaco                 |      |
| 29/05/2007 | 07/05/2012 | Francesco Fragale        | Rinascita per San Pietro (lista civica) | Sindaco                 |      |
| 09/05/2012 | in carica  | Raffaele De Santis       | San Pietro per il futuro (lista civica) | Sindaco                 |      |

## Sport

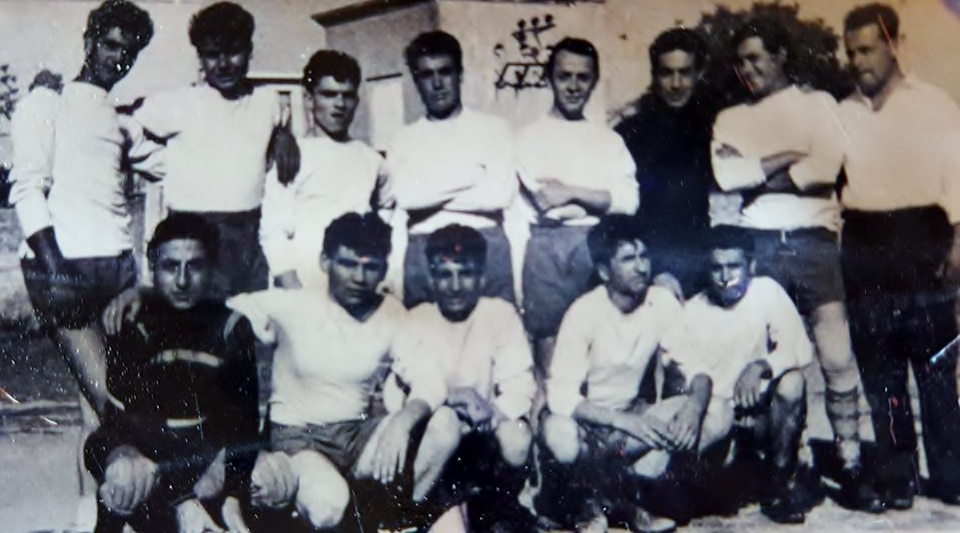
Una formazione della S.S. San Pietro Apostolo

Il paese dispone di un campo comunale da calcio e da tennis.
La principale società calcistica del paese è la S.S. San Pietro Apostolo, fondata nel 1963, che ha sempre militato in campionati di carattere dilettantistico. I colori sociali della squadra sono il bianco e il rosso.